# سانجاي جادفي
كان سانجاي جادفي (22 نوفمبر 1966 - 19 نوفمبر 2023) مخرجًا وكاتبًا سينمائيًا هنديًا، اشتهر بالجزأين الأولين من سلسلة أفلام دووم. 

## وقت مبكر من الحياة
وُلِد سانجاي جادفي لأم تدعى مانوبهاي جادفي، وهي شخصية معروفة في الأدب الشعبي الغوجاراتي. انتقل والده إلى أول ناطحة سحاب في مومباي مكونة من 14 طابقاً في طريق بيدار قبل ولادته. عندما كان طفلاً درس في مدرسة كامبيون وكان صديقًا للصناعي كومار مانجالام بيرلا. 

## حياة مهنية
بدأت مسيرة جادفي المهنية بمساعدة أنانت بالاني في فيلم Tu Hi Bataa، والذي لم يتم إصداره أبدًا. قام بأول ظهور له كمخرج في فيلم Tere Liye (2000)، والذي لم يحقق نجاحًا كبيرًا. كان فيلمه الأول مع شركة ياش راج فيلم هو Mere Yaar Ki Shaadi Hai (2002)، والذي حقق نجاحًا معتدلًا. اكتسب الاهتمام لأول مرة بإخراج فيلم الإثارة والأكشن دووم في عام 2004، تلاه تكملة له دووم 2.  شارك في بطولة الفيلم كل من أبهيشيك باتشان، أوداي تشوبرا، ريمي سين، مع انضمام هريثيك روشان، آيشواريا راي، بيباشا باسو إلى فريق عمل الجزء الثاني. 

## موت
توفي جادهفي بسبب نوبة قلبية في مومباي، في 19 نوفمبر 2023، عن عمر يناهز 57 عامًا  

## الجوائز
فاز جادفي بجائزة ستاردست لعام 2007 في فئة "أفضل صانع أفلام شاب" عن فيلم دووم 2 (2006). 

## فيلموغرافيا
| سنة  | عنوان                | مخرج | الكاتب |
| ---- | -------------------- | ---- | ------ |
| 2001 | تيري ليي             | نعم  |        |
| 2002 | ميري يار كي شادي هاي | نعم  | نعم    |
| 2004 | دووم                 | نعم  |        |
| 2006 | دووم 2               | نعم  |        |
| 2008 | خطف                  | نعم  |        |
| 2012 | عجب جازب حب          | نعم  |        |
| 2020 | عملية باريندي        | نعم  |        |

## روابط خارجية
- سانجاي جادفي على موقع IMDb (الإنجليزية)
- سانجاي جادفي على موقع ألو سيني (الفرنسية)
- سانجاي جادفي على موقع أول موفي (الإنجليزية)
- سانجاي جادفي على موقع قاعدة بيانات الفيلم (الإنجليزية)
- سانجاي جادفي على موقع كينوبويسك (الروسية)